# Gergana Marinova
Gergana Marinova est une ancienne joueuse bulgare de volley-ball née le 11 décembre 1987. Elle mesure 1,82 m et jouait au poste de passeuse. 

## Clubs
| Club                     | De        | À         |
| ------------------------ | --------- | --------- |
| CSKA Sofia               | 2007-2008 | 2009-2010 |
| Samorodok Khabarovsk     | 2010-2011 | 2010-2011 |
| CSKA Sofia               | 2011-2012 | 2011-2012 |
| LTS Legionovia Legionowo | 2012-2013 | 2012-2013 |
| SES Calais               | 2013-2014 | 2015-2016 |
| Bordeaux-Mérignac Volley | 2017-2018 | 2017-2018 |

## Palmarès
- Championnat de Bulgarie
  - Vainqueur : 2007, 2008, 2010, 2012.
- Coupe de Bulgarie
  - Vainqueur : 2008, 2010.